# Игловидная лисичка
Игловидная лисичка, или бородатая палласина, (лат. Pallasina barbata) — морская рыба семейства Агоновые, единственный вид рода Pallasina.

## Внешний вид и строение
Длина тела до 17 см. В первом спинном плавнике 5—8 жестких, а во втором 6—9 мягких лучей. В анальном плавнике 8—13 мягких лучей. Зафиксированные экземпляры темно-коричневые, сверху темнее, снизу светлее. На голове есть полоса, идущая от кончика рыла, через часть между височным гребнем и самым верхним предкрышечным шипом, до задней верхней части крышечки. Плавники светлые, за исключением темного хвостового плавника. На лучах спинного и грудных плавников есть крошечные пятна.

## Ареал и места обитания
Встречается в северной части Тихого океана от Японского моря до Берингова моря и залива Бодега (центральная Калифорния, США). Демерсальная рыба, обитающая в приливной зоне и на глубине до 55 м, возможно до 128 м.

## Питание и образ жизни
Кормится зоопланктоном. Часто встречается в зарослях морских трав или морских.

## Игловидная лисичка и человек
Вид безвреден для человека, его охранный статус не оценивался, объектом промысла не является.